# Pancreatonema torriensis
Pancreatonema torriensis is een rondwormensoort uit de familie van de Rhabdochonidae. De wetenschappelijke naam van de soort is voor het eerst geldig gepubliceerd in 1975 door McVicar & Gibson.